# Sonja Bragowa

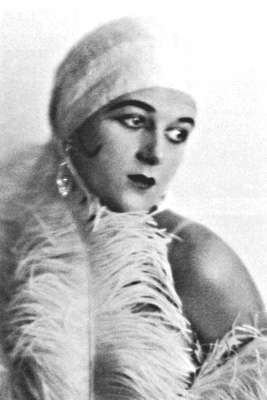
Sonja Bragowa (1930)

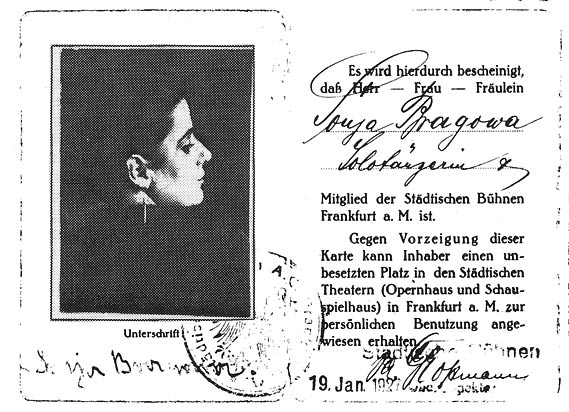
Ausweis als Mitglied an den Städtischen Bühnen Frankfurt a. M.

Programm Teatro San Materno Ascona, 1932
© Fondo Charlotte Bara – Museo Comunale d’Arte Moderna Ascona

Sonja Bragowa (* 3. August 1903 in Stuttgart; † 16. März 1998 in Zürich), eigentlich Gertrud Elsa Knieser, war eine deutsche Ausdrucks-, Revue- und Solotänzerin.

## Herkunft
Ihr Vater Oskar, Doktor der Theologie und Philosophie, war Rektor des städtischen Gymnasiums, die Mutter Berthe Julie, geborene Bräuchle, war Hausfrau. Gertrud besuchte das Konservatorium in Stuttgart, das sie aber verließ, um sich ihrer Leidenschaft, dem Tanz, zu widmen. Mit 16 Jahren verließ sie das Elternhaus. Wie sie sich in den folgenden Jahren durchgeschlagen hat, steht nicht fest. Jedoch tanzte sie zunächst am Württembergischen Landestheater.

## Werdegang
Eine der Hauptvertreterinnen des Modernen Tanzes, Mary Wigman, die ihre Schule in Dresden hatte, suchte 1923 eine Tänzerin für ihre Tanzgruppe. Nach zwei intensiven Jahren mit der Wigman-Tanzgruppe konnte Gertrud mit Soloauftritten als Sonja Bragowa auf internationalen Bühnen auftreten. Später entschied sie sich für ein anderes Genre: die große Revue, die damals Furore machte – ein musikalisches Festival mit extravaganten Kostümen. Sie trat unter anderem im Wintergarten im Programm Teddy Stauffers auf, das im bekannten Berliner Theater ein ganzes Jahr auf dem Spielplan stand. Mit Stauffer unternahm sie eine lange Tournee durch Italien, wo sie auch Gelegenheit hatte, mit Wanda Osiris, der beliebtesten italienischen Schauspielerin und Soubrette jener Zeit, zu arbeiten. So kam es, dass der Name Sonja Bragowa, ehemalige Schülerin Mary Wigmans, auf den Spielplänen internationaler Bühnen und in den Zeitungsrezensionen jener Zeit erschien.
Eigentlich hatte Sonja Bragowa geplant, nach Deutschland zurückzukehren und zusammen mit einer Kollegin eine Tanzschule zu eröffnen. Nachdem sie bei einem Gastspiel im Locarno (Tessin) dem Schweizer Unternehmer Pierino Ambrosoli begegnet war, den sie 1932 heiratete, gab sie ihre Karriere zugunsten von Ehe und Familie auf. Danach wurde sie als Sonja Ambrosoli bekannt. Das Ehepaar ließ sich in Ascona nieder, wo ihre Tochter Daniela Ambrosoli geboren wurde. Diese gründete zum Andenken ihrer Eltern die „Pierino Ambrosoli Foundation“ 1990 in Zürich.